# ميا موتلي
ميا أمور موتلي (بالإنجليزية: Mia Mottley)‏ (1 أكتوبر 1965) سياسية ومحامية باربادوسية، وهي رئيسة وزراء دولة جزيرة باربادوس الحالية وقائدة حزب العمال الباربادوسي، وهي الشخص الثامن الذي يعمل رئيسًا للوزراء في باربادوس وأول امرأة تشغل هذا المنصب.
موتلي عضو في البرلمان عن دائرة أبرشية سانت مايكل نورث إيست منذ عام 1994. شغلت عدة مناصب في الحقائب الوزارية بما في ذلك منصب النائب العام في باربادوس بين عامي 1994 و 2008 لتصبح أول امرأة تشغل هذا المنصب، وهي أيضًا عضو في الحوار الأمريكي الداخلي.
قادت موتلي المعارضة مرتين في مجلس النواب في باربادوس، فكانت أول مرة بين عامي 2008 و 2010 والثانية بين عامي 2013 و 2018. حقق حزب العمال الباربادوسي بقيادة موتلي انتصارًا ساحقًا تاريخيًا في الانتخابات العامة التي جرت في 24 مايو في عام 2018، وحصل على جميع المقاعد الثلاثين في مجلس النواب، فأصبح بذلك الحزب الأول الذي يحصل على ذلك، بالإضافة إلى الفوز بنسبة 72.8% من الأصوات الشعبية، وتُعد هذه أعلى نسبة يحققها حزب على الإطلاق في الانتخابات العامة.
وفي الانتخابات العامة التي جرت في 19 يناير 2022، وهي أول انتخابات بعد التحول للجمهورية، كرر الحزب حصوله على كل المقاعد للمرة الثانية.

## النشأة والعمل
تأثرت موتلي كثيرًا بعائلتها، فهي حفيدة إرنست ديتون موتلي (1907-1973)، وهو سمسار عقارات وسياسي ناجح خاصة على مستوى الأبرشية. كان أول عمدة لمدينة بريدج تاون (1959)، ومثّلها في مجلس النواب منذ عام 1946. انتمى والدها إلى الحزب المحافظ وساعد الفقراء، وحصل على منصب القائد العادي للشعبة المدنية للخدمات العامة في باربادوس في يونيو في عام 1962، وساعد وينتر ألغرنون كروفورد (1910-1993)، وزير التجارة في باربادوس، في المؤتمر المستقل في لندن خلال شهري يونيو ويوليو في عام 1966. أصبح عم موتلي، والذي يُدعى أيضًا إرنست ديتون موتلي، الزعيم السياسي للحزب الديمقراطي الاجتماعي المسيحي قصير العمر الذي تأسس في مارس من عام 1975.
تلقت موتلي التعليم في مدرسة ميريفال الإعدادية ومدرسة الأمم المتحدة الدولية وكلية كوينز. أنهت تدريبها في المحاماة بحلول عام 1986 وحصلت على شهادة في القانون من كلية لندن للاقتصاد والعلوم السياسية.

## الحياة السياسية
دخلت موتلي مناخ السياسة الباربادوسية لأول مرة في عام 1991 عندما خسرت في الانتخابات في سانت مايكل نورث إيست ضد المرشح ليروي براتوايت (بنسبة تقل عن 200 صوت). كانت واحدة من بين اثنين من أعضاء مجلس الشيوخ الباربادوسي المعارضين بين عامي 1991-1994 عندما كانت وزيرة الظل للثقافة والتنمية المجتمعية. عملت خلال ذلك الوقت أيضًا في العديد من اللجان البرلمانية المشتركة المختارة في مجالات تتراوح بين سرقة العقارات والعنف المنزلي.
عُيِّنت موتلي بعد فوز حزب العمال الباربادوسي في الانتخابات العامة لعام 1994 وزيرة التعليم وشؤون الشباب والثقافة في سبتمبر من نفس العام عندما كان أوين آرثر رئيسًا للوزراء. أصبحت في سن التاسعة والعشرين واحدة من أصغر الباربادوسيين الذين استلموا حقيبة وزارية. شاركت خلال فترة ولايتها في تأليف ورقة بيضاء حول التعليم بعنوان «شؤون كل طفل» والتي تربط بين التعليم الأفضل والأداء الوظيفي. انتُخبت أمينة عامة لحزب العمال في باربادوس في عام 1996، وعملت كرئيسة للجنة الجماعة الكاريبية القائمة لوزراء التعليم في نفس العام ولاحقًا في عام 1997.
عُيِّنت موتلي في منصب النائب العام ووزيرة الداخلية في أغسطس في عام 2001، وهي أول امرأة تشغل هذا المنصب في باربادوس، وهي أيضًا أصغر من استلم منصب مستشار الملكة. كانت رئيسة مجلس النواب وعضوًا في مجلس الأمن القومي ومجلس دفاع باربادوس ومجلس الملكة الخاص، وذلك بالإضافة إلى كونها الشخصية المبتكِرة لبرنامج تحسين قطاع التعليم المعروف باسم «تكنولوجيا التعليم-Edutech» والذي يهدف إلى زيادة عدد الشباب الذين يساهمون في التنمية الاجتماعية والاقتصادية المستدامة للجزيرة. يتضمن هذا البرنامج الثوري الاستخدام واسع النطاق لتقنيات المعلومات والاتصالات للمساعدة في تحسين جودة عملية التعليم والتعلم.
أما بالنسبة لشؤون الشباب، فتولّت موتلي العمل على خطة القيام بمشاريع شبابية وبرنامج وطني لتنمية الشباب. شغلت موتلي (بعد ذلك بعامين) منصب النائبة الأنثى الثانية لرئيس وزراء باربادوس ورئيسة المجلس الاجتماعي ونائبة رئيس المجلس الاقتصادي، وهو المنصب الذي استمرت به حتى عام 2008 والذي سمح لمسؤولياتها الممتدة -ومن ضمنها رئاسة عدد من اللجان الفرعية الرئيسية لمجلس الوزراء، لا سيما إصلاح الاتصالات السلكية واللاسلكية والمراقبة الفردية للمبادرات الإدارية والتشريعية- بتجهيز جزيرة باربادوس لقدوم السوق الموحدة الكاريبية والاقتصاد.
عُينت موتلي وفقًا لتعديل حكومي في فبراير في عام 2006 وزيرة للشؤون الاقتصادية والتنمية، وهو منصب شغلته أيضًا حتى عام 2008، وزادت مسؤولياتها لتشمل وكالات اقتصادية رئيسية.
اختيرت موتلي وانتُخبت قائدة حزب العمال الباربادوسي في انتخابات قيادية حدثت في 19 يناير في عام 2008 ضد النائب العام السابق لباربادوس السياسي ديل مارشال، وذلك في أعقاب هزيمة حزب العمال في الانتخابات التي أجريت في 15 يناير في عام 2008 واستقالة أوين آرثر عن قيادة الحزب. كانت أول امرأة تقود حزب وأول امرأة معارضة في البلاد. أقسمت موتلي اليمين الدستورية على أنها قائدة للمعارضة في 7 فبراير في عام 2008. وعدت الناس بأن يكون حزب العمال في باربادوس معارضة قوية وموحدة ستحارب من أجل حقوق جميع المواطنين في البلاد.
أُلغي تعيين موتلي كقائدة للمعارضة بعد تصويت بحجب الثقة من قبل خمسة من زملائها البرلمانيين في 18 أكتوبر في عام 2010. وضع النواب الخمسة دعمهم لرئيس الوزراء السابق أوين آرثر الذي تولى منصب القيادة في نفس اليوم بعد انتخابات قيادة أخرى هزم فيها موتلي.
هُزم حزب العمال الباربادوسي بفارق ضئيل في الانتخابات العامة التي جرت في فبراير في عام 2013، وحصل على 14 مقعدًا مقابل 16 لحزب العمال الديمقراطي. انتخبت المجموعة البرلمانية لحزب العمال الباربادوسي موتلي كقائدة للمعارضة بعد أيام قليلة من الانتخابات في 26 فبراير لعام 2013 لتحل محل آرثر.

## رئيسة الوزراء
سجّل حزب العمال الباربادوسي انتصارًا ساحقًا تاريخيًا من بين 135 مرشحًا في الانتخابات العامة لعام 2018، وفاز بجميع المقاعد الثلاثين في البرلمان وأكثر من 70% من الأصوات الشعبية، فجعل ذلك موتلي أول امرأة تُنتخب لمنصب رئيس الوزراء في باربادوس وتولت منصبها في 25 مايو.
كشفت رئيسة الوزراء في مايو عام 2018 عن التزامات الدولة المالية التي لم يُكشف عنها من قبل، وقالت إن الحكومة الجديدة ورثت ديونًا كبيرة. أدى الإفصاح عن المعلومات حول المستوى الحالي للديون إلى زيادة نسبة الدين إلى الناتج المحلي الإجمالي من 137% إلى 175%. تُعد هذه القيمة رابع أعلى قيمة في العالم بعد اليابان واليونان والسودان. أعلنت موتلي أن الحكومة الجديدة ليس لديها خيار آخر سوى مطالبة صندوق النقد الدولي بتسهيل إعادة هيكلة الديون.
لم تفِ باربادوس بالتزامها بدفع القسيمة السادسة والعشرين على سندات اليورو المستحقة في عام 2035 في 5 يونيو في عام 2018. وكانت هذه المرة الأولى في التاريخ التي لم تفِ فيها الحكومة الحالية بالتزامها.